# Antonio Sobral
Antonio Sobral (Villa María, Córdoba; 20 de diciembre de 1897- Villa María, 26 de febrero de 1971) fue un abogado, político y educador argentino de gran incidencia en su época.

## Biografía
Sus estudios primarios los cursó en la Escuela Fiscal de Varones y en el Instituto Sarmiento. Sus estudios secundarios los llevó a cabo en Río Cuarto y en Córdoba capital. En el año 1920 ingresó a la Universidad Nacional de Córdoba donde en sólo dos años se recibió de abogado.
En 1926 fue elegido presidente de la Biblioteca Bernardino Rivadavia donde comenzó a llevar adelante sus ideas educadoras. 
Como militante político fue Diputado Nacional  por el radicalismo. Presentó a la Cámara de Diputados de la provincia de Córdoba un proyecto de Ley Orgánica de Educación Primaria; el que no pudo ser tratado como consecuencia del Golpe de Estado de 1930 que derrocó al presidente Hipólito Yrigoyen.
En diciembre de 1948 fue elegido Convencional por Córdoba para integrar la Convención Constituyente que se reunió entre enero y marzo de 1949 y reformó la Constitución Nacional.